# 国际地球物理年

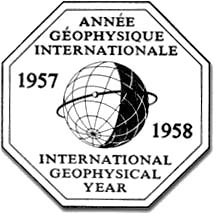
国际地球物理年的官方徽章纹样

国际地球物理年（法語：Année géophysique internationale，简称）是1957年7月1日至1958年12月31日期间的一项跨国科学计划。它结束了东方、西方科学交流活动严重受阻的漫长冷战期。约瑟夫·斯大林于1953年去世后，这种新的协作方式也逐渐兴隆起来。该科学计划一共有67个成员国参与（当时正处于互相斗争期间的中华人民共和国与中华民国没有参与），比利时的马塞尔·尼科莱特当选为该协作组织的秘书长。
为观测外空间、极地的环境，苏美开启了太空竞赛：苏联于1957年10月4日发射的世界第一颗地球人造卫星史普尼克1号、1957年11月3日发射的携带小狗莱卡的第二颗卫星。美国于1958年1月31日在佛罗里达州卡拉维纳尔角发射了本国第一颗地球人造卫星探险者一号，携带宇宙射线探测仪，三个外部温度探头，一个前部温度探头，一套微波背景探测器；探测结果数据通过一个60毫瓦的发射器以108.03兆赫频率和另一个10毫瓦的发射器以108.00兆赫的频率发射到地面接收站；确定了地球外的磁辐射带，以分析探险者一号发回数据的衣阿华小组负责人詹姆斯·范·艾伦命名为范艾伦辐射带。
国际地球物理年活动中，发现了洋中脊，为提出板块理论提供了前提。